# Ceres (Argentina)
Ceres es una ciudad de argentina, ubicada en el noroeste de la Provincia de Santa Fe, la más poblada del departamento San Cristóbal, con 25267 habitantes en 2023.
Se ubica a tan solo 10 km aproximadamente del límite con la vecina provincia de Santiago del Estero, por lo cual recibe una fuerte influencia cultural, social y comercial, sobre todo con la localidad santiagueña de Selva, a 18 km de la ciudad.
Ceres es atravesada por la importantísima RN 34, por la ruta provincial 17 y por varios caminos y rutas no pavimentadas.
El casco urbano es dividido exactamente en dos partes iguales por las vías del Ramal Ferroviario Rosario-Tucumán del Ferrocarril General Bartolomé Mitre, por el cual pasan constantemente trenes mineros, cerealeros y pasajeros, que llevan gran parte de la producción del noroeste argentino hacia el puerto de Rosario.

## Toponimia
La localidad fue nombrada en honor a Ceres, diosa de la agricultura, las cosechas y la fecundidad según la mitología romana, cuyo equivalente en la mitología griega era Deméter (o Demetra). De ella reciben su nombre los cereales.

## Historia
Ceres fue fundada el 1 de julio de 1892 por la Sociedad Anónima Colonizadora Argentina (fundada en 1888 por Vicente Casares y Tristán Malbrán).
La localidad recibió una buena cantidad de inmigrantes, de los cuales, en su gran mayoría eran judíos quienes recién lograron organizarse en forma comunitaria en 1922, cuando crearon -a semejanza de lo que ya ocurría en Montefiore- la Unión Israelita local.
En junio de 2020, la localidad se vio afectada por el contagio de la enfermedad del coronavirus por COVID-19.
El 28 de diciembre de 2023 pasó por Ceres un viento con características de tornado. Ocurrió a la medianoche y tuvo ráfagas de 105 km/h. Despedazó los techos de las casas y cortó el suministro eléctrico.

## Economía

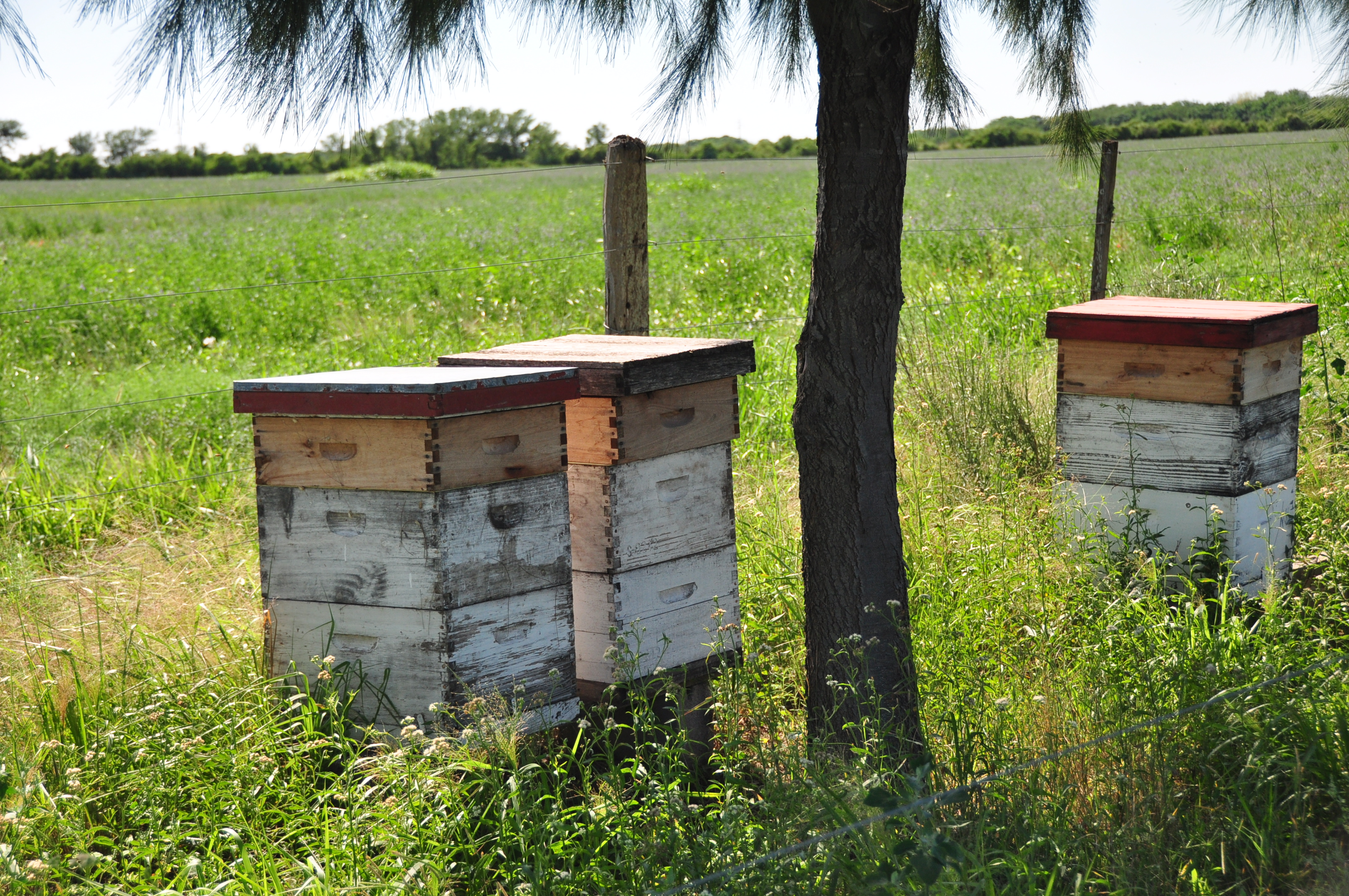
Colmenar de productor apícola en Ceres, 2011. Instituto Nacional de Tecnología Agropecuaria.

La principal actividad económica de la ciudad es fundamentalmente todo lo relacionado con la actividad agropecuaria. El distrito Ceres abarca unas 55.000 hectáreas, comprendidas por tierras de muy buena calidad aptas para la ganadería, agricultura y lechería.

En el rubro agricultura Ceres se ha destacado tradicionalmente por la producción de diversas variedades de zapallos (y afines: calabazas etc.), pero desde los 90 del siglo XX gran parte de las tierras agrícolas han sido dedicadas a la producción de soja.

Uno de los aspectos que favorecen al desarrollo de la ciudad es que la tierra está en manos de pequeños y medianos productores (chacareros) argentinos descendientes de italianos, españoles, suizos, alemanes y judíos, así que todas sus ganancias las invierten en la ciudad.

También se desarrollan otras actividades como la apicultura  y la cría de ganado equino.
A partir de la reactivación económica del 2003 el comercio en la ciudad ha recibido un impulso muy destacable, originado en la mejor situación de los productores agropecuarios.
También existe una importante actividad bancaria y empresarial, dada la presencia de importantes empresas para la región de capitales ceresinos, ya sean de servicios como TV por cable, internet o comercios y supermercados o pequeñas fábricas, como aserraderos, fábricas de acumuladores o de implementos agrícolas.

En cuanto a empresas de nivel nacional, tienen presencia AGD con una importante acopiadora de granos y otras empresas de diversos ramos como Red Megatone, Ribeiro, Musimundo, Confina, BNA, NBSF, Telecom, Arnet, CTI, Arcor. A nivel local y regional, posee empresas de amplia trayectoria entre ellas: Sportivo Deportes, Maza Hnos, Cerplac, Metalúrgica Pietracupa, Aceros Bimor, entre otras.

## Turismo
Entre los espacios verdes se encuentran las plazas San Martín y Colón, el parque Leiní, parque de las Infancias y el paseo de la Vida. Se ha inaugurado un paseo que circunda el ferrocarril, el cual es empleado por las personas para correr, caminar o hacer ejercicios.
La avenida de Mayo es su principal arteria, la cual está ornamentada con fuentes como la de la diosa Ceres  o monumentos como el Reloj Público, además de glorietas acompañadas de frondosos y centenarios árboles como tipas, fresnos y lapachos. Cada fin de semana recibe cientos de peatones y transeúntes, ya sea en motos o vehículos, que fielmente asisten en masa a los restaurantes, cafés y negocios que hay en la avenida.

## Cultura
La biblioteca Domingo Faustino Sarmiento, con un importante volumen de ediciones atesora un gran número de libros en los que se narra la historia de los ceresinos.
El Liceo Municipal de Artes Alfredo Zain, creado en 1957, cuenta con más de veinte talleres anuales y una concurrencia de 900 alumnos desde niños hasta adultos mayores.
La Asociación de Amigos de Arte de Ceres es una de las más antiguas de la provincia y constantemente realiza exposiciones de destacados artistas tanto locales como nacionales.
Ceres es la capital provincial de la tradición, declarada Capital Nacional de la Música, además de la ya tradicional Fiesta Nacional del Zapallo a mediados del mes de junio.

## Educación
Ceres posee 5 escuelas primarias, 4 escuelas de nivel medio, una escuela nocturna para adultos, una escuela especial, dos jardines de infantes oficiales. También existe un terciario, el Instituto Superior del Profesorado N.º 26 "Ángela Peralta Pino". Es posible realizar varias carreras universitarias a distancia por medio de varias universidades, BLAS PASCAL, UNL, USXXI.
Por Convenio con Gobierno de la Ciudad de Ceres,  Gestión Alejandra Dupouy está la extensión áulica de UTN Rafaela con dictado presencial de 2 carreras universitarias: tecnicatura en administración rural y tecnicatura en programación.

## Clima

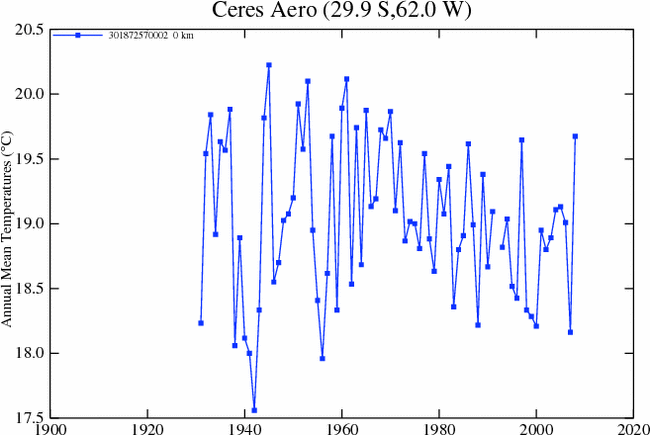
Temperaturas promedio del aire en casilla meteo, 1931 a 2008 (NASA).

- Precipitación anual (1991-2020): 943.1 mm
- Precipitación semestre cálido: 78 %
- Precipitación semestre frío: 22 %
- Mes de más lluvias: marzo
- Humedad relativa promedio anual: 73%

| Parámetros climáticos promedio de Ceres Aero (1991–2020, extremos 1991-presente) | Parámetros climáticos promedio de Ceres Aero (1991–2020, extremos 1991-presente) | Parámetros climáticos promedio de Ceres Aero (1991–2020, extremos 1991-presente) | Parámetros climáticos promedio de Ceres Aero (1991–2020, extremos 1991-presente) | Parámetros climáticos promedio de Ceres Aero (1991–2020, extremos 1991-presente) | Parámetros climáticos promedio de Ceres Aero (1991–2020, extremos 1991-presente) | Parámetros climáticos promedio de Ceres Aero (1991–2020, extremos 1991-presente) | Parámetros climáticos promedio de Ceres Aero (1991–2020, extremos 1991-presente) | Parámetros climáticos promedio de Ceres Aero (1991–2020, extremos 1991-presente) | Parámetros climáticos promedio de Ceres Aero (1991–2020, extremos 1991-presente) | Parámetros climáticos promedio de Ceres Aero (1991–2020, extremos 1991-presente) | Parámetros climáticos promedio de Ceres Aero (1991–2020, extremos 1991-presente) | Parámetros climáticos promedio de Ceres Aero (1991–2020, extremos 1991-presente) | Parámetros climáticos promedio de Ceres Aero (1991–2020, extremos 1991-presente) |
| Mes                                                                              | Ene.                                                                             | Feb.                                                                             | Mar.                                                                             | Abr.                                                                             | May.                                                                             | Jun.                                                                             | Jul.                                                                             | Ago.                                                                             | Sep.                                                                             | Oct.                                                                             | Nov.                                                                             | Dic.                                                                             | Anual                                                                            |
| -------------------------------------------------------------------------------- | -------------------------------------------------------------------------------- | -------------------------------------------------------------------------------- | -------------------------------------------------------------------------------- | -------------------------------------------------------------------------------- | -------------------------------------------------------------------------------- | -------------------------------------------------------------------------------- | -------------------------------------------------------------------------------- | -------------------------------------------------------------------------------- | -------------------------------------------------------------------------------- | -------------------------------------------------------------------------------- | -------------------------------------------------------------------------------- | -------------------------------------------------------------------------------- | -------------------------------------------------------------------------------- |
| Temp. máx. abs. (°C)                                                             | 43.0                                                                             | 42.5                                                                             | 39.9                                                                             | 38.4                                                                             | 34.6                                                                             | 31.2                                                                             | 34.7                                                                             | 38.4                                                                             | 41.2                                                                             | 41.0                                                                             | 42.0                                                                             | 43.2                                                                             | 43.2                                                                             |
| Temp. máx. media (°C)                                                            | 32.3                                                                             | 31.1                                                                             | 29.3                                                                             | 25.5                                                                             | 22.0                                                                             | 19.4                                                                             | 19.1                                                                             | 22.2                                                                             | 24.5                                                                             | 27.1                                                                             | 29.3                                                                             | 31.4                                                                             | 26.1                                                                             |
| Temp. media (°C)                                                                 | 25.5                                                                             | 24.3                                                                             | 22.5                                                                             | 19.1                                                                             | 15.5                                                                             | 12.7                                                                             | 11.6                                                                             | 14.0                                                                             | 16.7                                                                             | 20.0                                                                             | 22.4                                                                             | 24.6                                                                             | 19.1                                                                             |
| Temp. mín. media (°C)                                                            | 19.4                                                                             | 18.6                                                                             | 17.0                                                                             | 14.1                                                                             | 10.7                                                                             | 7.8                                                                              | 6.1                                                                              | 7.5                                                                              | 10.1                                                                             | 13.7                                                                             | 15.9                                                                             | 18.1                                                                             | 13.3                                                                             |
| Temp. mín. abs. (°C)                                                             | 10.0                                                                             | 5.6                                                                              | 5.4                                                                              | 0.5                                                                              | -5.8                                                                             | -6.2                                                                             | -6.6                                                                             | -6.0                                                                             | -2.6                                                                             | 2.5                                                                              | 4.5                                                                              | 7.4                                                                              | -6.6                                                                             |
| Precipitación total (mm)                                                         | 140.0                                                                            | 116.8                                                                            | 147.3                                                                            | 101.1                                                                            | 39.7                                                                             | 18.8                                                                             | 8.4                                                                              | 12.0                                                                             | 31.3                                                                             | 80.5                                                                             | 106.4                                                                            | 140.9                                                                            | 943.1                                                                            |
| Días de precipitaciones (≥ 0.1 mm)                                               | 8.7                                                                              | 8.0                                                                              | 8.6                                                                              | 8.4                                                                              | 6.0                                                                              | 4.7                                                                              | 3.3                                                                              | 2.8                                                                              | 4.8                                                                              | 8.0                                                                              | 8.8                                                                              | 8.9                                                                              | 80.9                                                                             |
| Horas de sol                                                                     | 275.9                                                                            | 240.8                                                                            | 226.3                                                                            | 198.0                                                                            | 179.8                                                                            | 150.0                                                                            | 170.5                                                                            | 201.5                                                                            | 216.0                                                                            | 251.1                                                                            | 267.0                                                                            | 272.8                                                                            | 2649.7                                                                           |
| Humedad relativa (%)                                                             | 70.8                                                                             | 74.8                                                                             | 77.0                                                                             | 79.7                                                                             | 80.8                                                                             | 79.9                                                                             | 74.9                                                                             | 68.3                                                                             | 66.2                                                                             | 68.6                                                                             | 68.1                                                                             | 69.3                                                                             | 73.2                                                                             |
| Fuente: Servicio Meteorológico Nacional                                          |                                                                                  |                                                                                  |                                                                                  |                                                                                  |                                                                                  |                                                                                  |                                                                                  |                                                                                  |                                                                                  |                                                                                  |                                                                                  |                                                                                  |                                                                                  |

## Santa Patrona
- Nuestra Señora del Carmen, festividad: 16 de julio

## Deportes
Entidades Deportivas en la ciudad de Ceres:
- Club Central Argentino Olímpico
- Club Atlético Ceres Unión
- Club De Planeadores Ceres
- Club Nuevo Tropezón
- Ceres Rugby Club
- Club 25 de Mayo

Las actividades deportivas que más se practican son fútbol, básquet y vóley. También se realizan campeonatos internacionales de bochas, vuelo a vela entre las actividades más populares.

## Medios De Comunicación
- FM Máxima 95.5 MHz www.maximaceres.com
- FM 97.5 - RADIO EME - www.radioeme.com
- 89.1 Fm Top Radio www.topradioceres.com
- Ceresciudad.com Portal de Noticias
- FM 104.5 Radio Popular
- FM Special 102.5
- FM 100.1 Radio Libertad
- FM 2000 98.3
- FM Radio Verde 105.5
- Cable Norte Video
- FM Fantasía 93.7
- FM Alternativa 91.5

## Centros de Salud
- Centro Médico Ceres Salud
- Nuevo Hospital de Ceres
- Consultorios San Roque
- Centro Médico del Pilar

## Personas destacadas
- Laila Roth, actriz y comediante
- Luis Miguel Escalada, futbolista
- Facundo Sucatzky, baloncestista
- Martín Ferreyra, piloto de automovilismo
- José Bleger, psiquiatra, psicoanalista y psicólogo social

## Parroquias de la Iglesia católica en Ceres
| Diócesis  | Rafaela                   |
| --------- | ------------------------- |
| Parroquia | Nuestra Señora del Carmen |